# Rijksbeschermd gezicht Franeker
Gezicht Franeker is een van rijkswege beschermd stadsgezicht in Franeker in de Nederlandse provincie Friesland. De procedure voor aanwijzing werd gestart op 14 april 1977. Het gebied werd op 21 februari 1979 definitief aangewezen. Het beschermd gezicht beslaat een oppervlakte van 47,1 hectare.
Panden die binnen een beschermd gezicht vallen krijgen niet automatisch de status van beschermd monument. Wel zal de gemeente het bestemmingsplan aanpassen om nieuwe ontwikkelingen in het gebied te reguleren. De gezichtsbescherming richt zich op de stedenbouwkundige en cultuurhistorische waardering van een gebied en wil het toekomstig functioneren daarvan veiligstellen.